# Sigmoide
O sigmoide, ou porção pélvica, é a seção que liga a porção transversal do intestino grosso ao reto. Recebe o nome "sigmoide" pela sua aparência que lembra a letra "S" do alfabeto grego (sigma). O nome "porção pélvica" refere-se à região em que se encontra.
É caracterizado por ser a parte do intestino na qual os movimentos peristálticos fazem maior pressão no bolo alimentar, a fim de solidificá-lo e transformá-lo em fezes.